# 安井善宏
安井 善宏（やすい よしひろ、1942年8月18日 - 2013年9月22日）は日本の実業家。愛知県出身。明治電機工業株式会社の元代表取締役社長。長男は実業家の安井淳一郎。

## 学歴
- 1965年　愛知大学法経学部法学科卒業。

## 役職
- 1965年　明治電機工業株式会社入社。
- 1982年　同社取締役営業部長。
- 1989年　同社代表取締役知立営業所所長。
- 1990年　同社代表取締役副社長。
- 1992年　同社代表取締役社長。
- 1998年　MEIJI UK LTD.取締役。
- 2000年　東山フィルム㈱監査役。
- 2001年　MEIJI CORPORATION 取締役。
- 2012年　明治電機工業株式会社 代表取締役会長。

## 経営戦略
- 1990年代後半、商社不要論が叫ばれる中、生き残りをかけ「商社機能を持ったFAエンジニアリング会社」経営を実践。それは単なる制御機器商社として製品を単品販売するのではなく、自社工場で製品を開発し、複数の製品と組み合わせて取引先に提供。さらには取引先工場のライン全体のあり方までも提案、コンサルティングするという斬新的な経営戦略であり、業績を伸ばすきっかけとなった。
- 顧客のニードに応えるため、物流と在庫は一元化とシステム化を進め、その結果「1DAY デリバリー」と呼ぶ、製品の翌日配送を実現させた。

## エピソード
- 入社してまもなくはトヨタ自動車やデンソーなどへの営業を担当していた。
- 母校愛知大学の第15代同窓会長を務めていた。